# Arrondissement Die
Arrondissement Die (fr. Arrondissement de Die) je správní územní jednotka ležící v departementu Drôme a regionu Rhône-Alpes ve Francii. Člení se dále na devět kantonů a 104 obcí.

## Kantony
- Bourdeaux
- Châtillon-en-Diois
- Crest-Nord
- Crest-Sud
- Die
- La Chapelle-en-Vercors
- La Motte-Chalancon
- Luc-en-Diois
- Saillans